# Communauté de communes du Val de Somme
La communauté de communes du Val de Somme  est une communauté de communes française, située dans le département de la Somme.

## Historique
La communauté de communes est créée par un arrêté préfectoral du 27 décembre 1993, sous le nom de  communauté de communes de Corbie et Villers-Bretonneux et regroupait alors 23 communes soit 20 807 habitants.
La commune de Gentelles adhère en 1995, suivie, en 2002 de Cachy, Cerisy, Méricourt-l'Abbé, Morcourt, Sailly-Laurette et Sailly-le-Sec. En 2005, la commune de Treux adhère à la structure intercommunale, suivie, en 2007, par Chipilly.
L'intercommunalité prend le nom de Communauté de communes du Val de Somme compte tenu de son extension géographique.
En 2018, Pont-Noyelles, intégré contre son gré en 2017 à la communauté de communes du Territoire Nord Picardie à la suite de la fusion de plusieurs intercommunalités dont la communauté de communes Bocage Hallue dont elle était jusqu'alors membre, rejoint le Val-de-Somme,.

## Le territoire communautaire

### Composition
La communauté de communes est composée des 33 communes suivantes :

| Nom                | Code Insee | Gentilé         | Superficie (km2) | Population (dernière pop. légale) | Densité (hab./km2) |
| ------------------ | ---------- | --------------- | ---------------- | --------------------------------- | ------------------ |
| Corbie (siège)     | 80212      | Corbéens        | 16,25            | 6 080 (2022)                      | 374                |
| Aubigny            | 80036      |                 | 9,75             | 516 (2022)                        | 53                 |
| Baizieux           | 80052      |                 | 5,09             | 242 (2022)                        | 48                 |
| Bonnay             | 80112      |                 | 5,86             | 248 (2022)                        | 42                 |
| Bresle             | 80138      | Breslois        | 3,54             | 118 (2022)                        | 33                 |
| Bussy-lès-Daours   | 80156      | Bussydaoursiens | 8,1              | 383 (2022)                        | 47                 |
| Cachy              | 80159      | Cachysiens      | 6,11             | 285 (2022)                        | 47                 |
| Cerisy             | 80184      | Cerysiens       | 10,94            | 545 (2022)                        | 50                 |
| Chipilly           | 80192      |                 | 6,85             | 166 (2022)                        | 24                 |
| Daours             | 80234      | Daoursiens      | 8,65             | 755 (2022)                        | 87                 |
| Fouilloy           | 80338      |                 | 5,73             | 1 762 (2022)                      | 308                |
| Franvillers        | 80350      | Franvillois     | 4,77             | 555 (2022)                        | 116                |
| Gentelles          | 80376      | Gentellois      | 5,57             | 633 (2022)                        | 114                |
| Le Hamel           | 80411      |                 | 9,12             | 488 (2022)                        | 54                 |
| Hamelet            | 80412      |                 | 5,93             | 633 (2022)                        | 107                |
| Heilly             | 80426      | Hautefeuillois  | 9,37             | 440 (2022)                        | 47                 |
| Hénencourt         | 80429      |                 | 3,26             | 192 (2022)                        | 59                 |
| Lahoussoye         | 80458      |                 | 4,09             | 449 (2022)                        | 110                |
| Lamotte-Brebière   | 80461      |                 | 4,25             | 244 (2022)                        | 57                 |
| Lamotte-Warfusée   | 80463      |                 | 9,36             | 715 (2022)                        | 76                 |
| Marcelcave         | 80507      | Marcelcavois    | 12,49            | 1 293 (2022)                      | 104                |
| Méricourt-l'Abbé   | 80530      |                 | 6,95             | 595 (2022)                        | 86                 |
| Morcourt           | 80569      |                 | 7,56             | 330 (2022)                        | 44                 |
| Pont-Noyelles      | 80634      | Noyellipontains | 8,62             | 815 (2022)                        | 95                 |
| Ribemont-sur-Ancre | 80672      |                 | 9,23             | 619 (2022)                        | 67                 |
| Sailly-Laurette    | 80693      |                 | 6,38             | 337 (2022)                        | 53                 |
| Sailly-le-Sec      | 80694      |                 | 6,74             | 350 (2022)                        | 52                 |
| Treux              | 80769      |                 | 2,24             | 219 (2022)                        | 98                 |
| Vaire-sous-Corbie  | 80774      |                 | 6,74             | 289 (2022)                        | 43                 |
| Vaux-sur-Somme     | 80784      | Vauxois         | 5,18             | 272 (2022)                        | 53                 |
| Vecquemont         | 80785      | Vecquemontois   | 1,87             | 540 (2022)                        | 289                |
| Villers-Bretonneux | 80799      | Bretonvillois   | 14,51            | 4 644 (2022)                      | 320                |
| Warloy-Baillon     | 80820      | Warloisiens     | 15,27            | 749 (2022)                        | 49                 |

### Démographie
| 1968   | 1975   | 1982   | 1990   | 1999   | 2006   | 2011   | 2016   |
| ------ | ------ | ------ | ------ | ------ | ------ | ------ | ------ |
| 19 307 | 20 173 | 21 262 | 22 285 | 23 405 | 24 920 | 25 648 | 26 476 |

## Organisation

### Siège
Le siège de l'intercommunalité est à Corbie, l'Enclos de l'abbaye, 31 ter, rue Gambetta.

### Élus
L'intercommunalité est administrée par un conseil communautaire constitué, pour la mandature 2020-2026, de 56 délégués représentant chacune des communes membres, répartis comme suit en fonction sensiblement de leur population,. :

- 13 délégués pour Corbie ;

- 9 délégués pour Villers-Bretonneux ;

- 3 délégués pour Fouilloy ;

- 2 délégués pour Marcelcave ;

- 1 délégué et un suppléant pour chacune des 29 autres communes.
Au terme des élections municipales de 2020 dans la Somme, le conseil communautaire du 16 juillet 2020 a réélu son président, Alain Babaut, ainsi que ses 11 vice-présidents, qui sont : 
1. Denis Demarcy, maire de Bonnay, chargé de la Communication, transversalité, mutualisation, stratégie et ressources humaines ;
2. François Debeugny, maire de Cachy ; chargé des finances et de l'administration générale
3. Didier Dinouard, maire de Villers-Bretonneux ; chargé du développement économique
4. Didier Demaison, maire de Morcourt; chargé des travaux
5. Brigitte Leroy, maire de Lahoussoye, chargée de l'aménagement de l'espace, habitat et urbanisme
6. Alain Savoie, maire de Marcelcave, chargé de l'environnement
7. Jean-Louis Bruxelle, maire de Vecquemont, chargé de l'assainissement collectif et non collectif
8. Sylvie Brandicourt, maire de Bussy-les-Daours, chargée de la culture
9. Ludovic Gabrel, maire de Corbie, chargé des équipements sportifs, scolaires
10. Stéphane Chevin, maire du Hamel, chargé du tourisme.
11. Xavier Commecy, maire de Gentelles, chargé de l'eau

Le président, les 11 vice-présidents et 4 autres membres (Annick Braud, Daniel Van Den Hove, Didier Bardet et Yves Ducrocq) constituent le bureau pour la mandature 2020-2026.

### Liste des présidents
| Période                                  | Période                      | Identité     | Étiquette | Qualité                                                                        |
| ---------------------------------------- | ---------------------------- | ------------ | --------- | ------------------------------------------------------------------------------ |
| Les données manquantes sont à compléter. |                              |              |           |                                                                                |
| avant 2008                               | En cours (au 4 février 2020) | Alain Babaut | UDI       | Kinésithérapeute Maire de Corbie (1989 → 2020) Réélu pour le mandat 2020-2026, |

### Compétences
L'intercommunalité exerce les compétences qui lui ont été transférées par les communes membres, dans les conditions déterminées par le code général des collectivités territoriales.

### Régime fiscal et budget
La Communauté de communes est un établissement public de coopération intercommunale à fiscalité propre.
Afin de financer l'exercice de ses compétences, l'intercommunalité perçoit la fiscalité professionnelle unique (FPU) – qui a succédé à la taxe professionnelle unique (TPU) – et assure une péréquation de ressources entre les communes résidentielles et celles dotées de zones d'activité. L'État lui verse une dotation globale de fonctionnement bonifiée.
Elle perçoit également une taxe d'enlèvement des ordures ménagères (TEOM), qui finance le fonctionnement de ce service public.Le taux de cette taxe a baissé, passant de 15,53 % en 2017 à 11,60 % en 2018.